# Holzkapelle Ralswiek

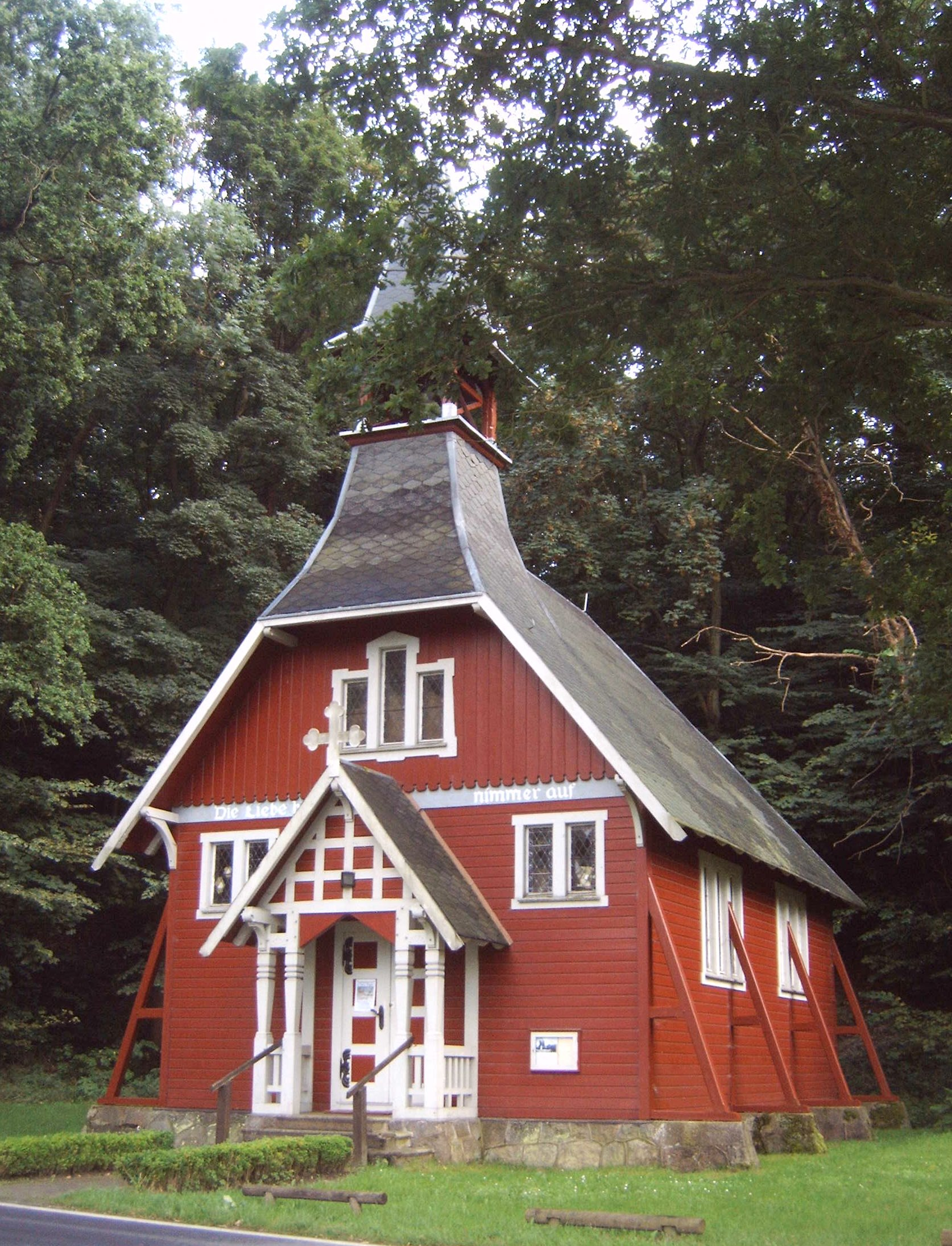
Holzkapelle Ralswiek

Die Holzkapelle Ralswiek ist ein kleines evangelisches Kirchengebäude in Ralswiek auf Rügen. Sie ist eine der Kirchen der evangelischen Kirchgemeinde Schaprode, die zur Propstei Stralsund des Pommerschen Evangelischen Kirchenkreises gehört.
Die kleine Kirche ist ganz aus Holz in einem in Schweden gebräuchlichen Baustil erbaut und stellt für Rügen eine architektonische Besonderheit dar.
Ende des 19. Jahrhunderts hatte Hugo Sholto Graf von Douglas aus Aschersleben das Gut Ralswiek erworben und umfangreich umgebaut. Nach dem Bau mehrerer Häuser, einer Schule und der Straßen des Orts bestand die Absicht in Ralswiek auch eine Kirche zu bauen. Auf einer Ausstellung in Stockholm sah der Graf die dort als Musterkirche ausgestellte Holzkapelle. Douglas erwarb 1907 die Kirche, ließ sie abbauen und über die Ostsee nach Ralswiek bringen. Hier wurde sie an ihrem heutigen Standort dann wieder aufgebaut und noch im Jahr 1907 geweiht.
Über dem Eingang zur Kirche ist das Motto Die Liebe höret nimmer auf zu lesen.
Heute dient die Kapelle auch zur Durchführung von Orgelkonzerten.
Neben der Kapelle befand sich bis 2007 das in Fachwerk-Lehmbauweise errichtete, zur Kapelle gehörige etwa 200 Jahre alte Küsterhaus. In jenem Jahr fiel das lokal wegen seines urtümlichen Aussehens auch als „Hexenhaus“ bekannte Gebäude einer Brandstiftung zum Opfer.